# 선덕비행장
선덕비행장(宣德飛行場, 영어: Sondok Airport, IATA: DSO, ICAO: ZKSD)은 조선민주주의인민공화국 함경남도 정평군 선덕리에 있는 공항으로, 함흥비행장(咸興飛行場)이라고도 한다. 함흥시의 도심에서 남서쪽으로 약 25 km 떨어져 있다.
일제강점기때 건설되었으며, 한국 전쟁 중에는 미공군의 공격 대상이 되었다. 1969년에 벌어진 대한항공 YS-11기 납북 사건의 YS-11가 착륙한 곳이다.

## 운항 노선

### 국내선
| 항공사    | 목적지         |
| --------- | -------------- |
| 고려 항공 | 부정기편: 평양 |